# Batalla de Venta y Media
La batalla de Venta y Media fue un combate librado entre tropas del Ejército Auxiliar y las fuerzas realistas en el Alto Perú, actual oeste de Bolivia, el 20 de octubre de 1815, durante el transcurso de la Guerra de Independencia de la Argentina y como parte de la Guerra de la Independencia de Bolivia. Las acciones concluyeron en un triunfo de las fuerzas leales al rey de España Fernando VII.

## Antecedentes
Luego de las derrotas sufridas por Manuel Belgrano en Vilpapugio y Ayohúma, el mando del Ejército del Norte fue transferido a José de San Martín, el cual renuncia a dicho cargo unos meses después, argumentando razones de salud. En su reemplazo fue enviado el general José Rondeau, quien comenzó los preparativos para la tercera expedición al Alto Perú, lo cual motivó la oposición de Martín Miguel de Güemes, quien pretendía llevar a cabo una guerra puramente defensiva, según las directivas de San Martín.
Rondeau nombra entonces al coronel Martín Rodríguez en reemplazo de Güemes, y le ordena ingresar en el territorio altoperuano. Sin embargo Rodríguez es derrotado y tomado prisionero en El Tejar, siendo reemplazado por el general Francisco Fernández de la Cruz; Rodríguez sería luego liberado por los realistas.
Fernández de la Cruz comisiona la caballería de vanguardia a Güemes, quien derrota completamente a la avanzada realista en batalla de Puesto del Marqués, pero Rondeau niega los méritos de la victoria a Güemes, hecho que motiva la ruptura entre ambos, quedando nuevamente Rodríguez al mando de la vanguardia.

## El combate
En octubre una fuerza realista que se estimaba en 300 hombres se había establecido a 20 km al norte de la vanguardia patriota, ubicada en Chayanta. Rondeau autorizó a Martín Rodríguez a efectuar un ataque sorpresa sobre la posición enemiga para lo que destacó 350 infantes y 200 jinetes.
A mediados de ese mes, Rodríguez decidió realizar un ataque nocturno a las tropas relistas, acantonadas en Venta y Media. Sin embargo, no se produce el esperado efecto sorpresa y las tropas patriotas (superadas enormemente por las realistas) son completamente derrotadas. En esta acción sería herido José María Paz en su brazo derecho, quedando inutilizado de por vida, razón por la cual fuera luego conocido como "el manco Paz".
Esta acción contribuyó a disminuir la ya alicaída moral del Ejército del Norte, concluyendo la tercera expedición en el desastre de la Batalla de Sipe-Sipe.